# José el Francés
José "El Francés" (cuyo verdadero nombre es José Rodríguez Vázquez), nacido en 1971 en Montpellier, es un músico francés nacionalizado español.

## Biografía
Nació el 14 de noviembre de 1971 en el seno de una familia gitana de emigrantes. Desde muy joven, estuvo en contacto con el flamenco a través de su familia. José tenía diez años cuando conoció a Camarón de la Isla a través del tocadiscos de su padre. Con 14 años se trasladó a vivir al barrio de San Blas, en Madrid. Allí se convirtió en José "el Francés", comenzando seguidamente a componer y a tratar de ganarse la vida con la música. Su ilusión era conocer a Camarón de la Isla y le compuso unos tanguillos, como Una rosa pa tu pelo". Este mismo, a su vez, los cantó en el álbum Potro de rabia y miel, el último disco que grabó antes de su muerte en 1992. Ese mismo año, José el Francés entraba en el estudio, apadrinado por Pepe de Lucía, para grabar su primer disco, Las calles de San Blas.
Impulsado por el éxito de su anterior trabajo, durante el verano de 1994, graba su segundo álbum de estudio, Somos Perfectos, publicado en 1995 por Nuevos Medios, en el que contó con la colaboración de artistas como Jorge Pardo, Tino di Geraldo o Ketama. Con este álbum, José el Francés se adentra en un sonido pop aflamencado con influencias latinas, abandonando el flamenco que caracterizó su primer trabajo.
A finales de 1999 publicó con BMG-Ariola, Alma, su tercer álbum de estudio, que fue presentado el 28 de enero de 2000 en la Sala Caracol de Madrid y contó con la colaboración de artistas como Vicente Amigo, Niña Pastori, Paquete Porrina, Manuel Parrilla, Chaboli o Ketama. Alma vendió más de 300.000 copias y la nueva versión de "Ya no quiero tu querer", tema que publicó originalmente en su primer álbum, fue lanzado como sencillo alcanzando el número 1 de los 40 principales el 2 de septiembre de 2000. El disco recibió tres nominaciones a los Premios Amigo, llevándose el galardón al mejor álbum de flamenco y José el Francés fue nombrado artista del año por la emisora de radio especializada en música en español, Cadena Dial. El álbum fue grabado durante un permiso carcelario, ya que en 1998 José el Francés había sido detenido en posesión de cuatro kilos de heroína y acusado de tráfico de drogas.
El cantante fue juzgado y condenado a nueve años de prisión.
En 2002, publicó Jugando al amor, su cuarto álbum de estudio en el que destaca el dueto con Laura Pausini en el tema "Dime" o la versión de la canción "Besos De Caramelo", de Ketama. En 2004, publicó el álbum Agua de esperanza, producido por Javier Limón y Emanuele Ruffinengo, productor de dos de los discos más populares de Alejandro Sanz (Más y El alma al aire). En 2009, publicó con Vale Music, su sexto álbum de estudio bajo el título Respirando Amor.
En 2017 publicó el álbum Hoy Soy Feliz, que contó con colaboraciones de artistas como El Langui, Juan Carmona o Hamid El Hadri.

## Discografía
- Las calles de San Blas (1992)
- Somos perfectos (1995)
- Alma (1999)
- Jugando al amor (2002)
- Agua de esperanza (2004)
- Respirando amor (2009)
- Hoy soy feliz (2017)